# Eurycea nana
Eurycea nana é um anfíbio caudado da família Plethodontidae endémica dos Estados Unidos da América.